# Jaroslav Hašek

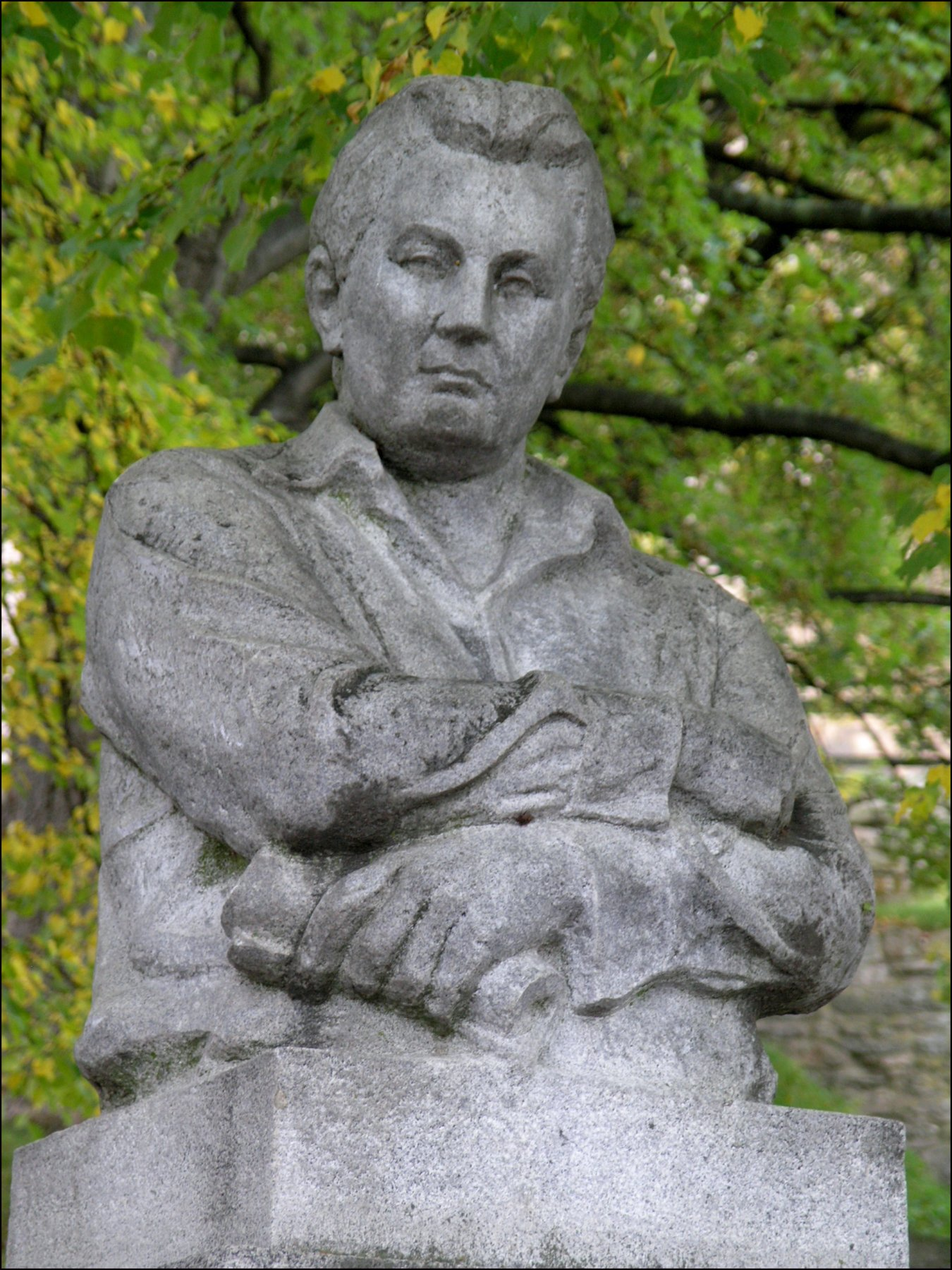
Tượng đài Jaroslav Hašek tại Lipnice nad Sázavou

Jaroslav Hašek (tiếng Séc: [ˈjaroslaf ˈɦaʃɛk]; 30 tháng 4 năm 1883 - 3 tháng 1 năm 1923) là một nhà văn, người viết chuyện hài hước, châm biếm, nhà báo, người theo chủ nghĩa bohemian và vô chính phủ người Séc. 
Ông được biết đến nhiều nhất với tác phẩm Quãng đời phiêu bạt của anh lính Xvây  của mình, một bộ sưu tập chưa hoàn thành các sự cố khôi hài về một người lính trong Thế chiến thứ nhất và là tác phẩm châm biếm về sự thiếu khả năng của nhân vật có quyền hành. Cuốn tiểu thuyết đã được dịch ra khoảng 60 ngôn ngữ, khiến nó trở thành cuốn tiểu thuyết được dịch nhiều nhất trong văn học Czech.